# Фосс-Текленбург, Мартина
Марти́на Фо́сс-Те́кленбург (нем. Martina Voss-Tecklenburg; род. 22 декабря 1967, Дуйсбург, Северный Рейн-Вестфалия) — немецкая футболистка, выступавшая на позиции полузащитницы и нападающего, затем — тренер. Выступала за сборную Германии. Серебряный призёр чемпионата мира (1995), четырёхкратный чемпион Европы (1989, 1991, 1995, 1997).

## Карьера

### Клубная
Мартина Фосс вместе с Сильвией Найд и Дорис Фичен является одной из самых успешных женщин-футболисток в Германии. За свою клубную карьеру Фосс стала шестикратным чемпионом Германии (1984/85, 1989/90, 1990/91, 1991/92, 1993/94, 1999/00) и четырёхкратным обладателем кубка страны (1982/83, 1988/89, 1992/93, 1997/98).

### В сборной
3 октября 1984 года дебютировала в составе основной национальной сборной в матче против Финляндии. Первый гол забила 27 июля 1986 года в ворота сборной Исландии. В составе сборной стала серебряным призёром чемпионата мира (1995) и четырёхкратным чемпионом Европы (1989, 1991, 1995, 1997).

### Тренерская
С 12 февраля 2008 года по 17 февраля 2011 года являлась главным тренером футбольного клуба «Дуйсбург 2001». Привела команду к победам в кубке УЕФА (2008/09) и кубке Германии (2008/09, 2009/10). В июне 2011 года подписала контракт с клубом «Йена», однако уже к январю следующего года стала главным тренером женской сборной Швейцарии.
В 2019—2023 годы возглавляла сборную Германии.

## Личная жизнь
1 октября 2009 года вышла замуж за Германа Текленбурга, взяв двойную фамилию Фосс-Текленбург. Воспитывает дочь от предыдущего брака.

## Достижения

### Клубные
- Чемпионат Германии: чемпион (6) 1984/85, 1989/90, 1990/91, 1991/92, 1993/94, 1999/00
- Кубок Германии: победитель (4) 1982/83, 1988/89, 1992/93, 1997/98

### В сборной
- Чемпионат мира: серебряный призёр 1995
- Чемпионат Европы: победитель (4) 1989, 1991, 1995, 1997

### Тренерские
- Кубок УЕФА: победитель 2008/09
- Кубок Германии: победитель (2) 2008/09, 2009/10